# Intelligent Tutoring System
L'Intelligent Tutoring System (ITS) è un sistema ICAI (Intelligent Computer Assisted Instruction) che utilizza la tecnologia dei sistemi esperti. 
L'Intelligent Tutoring System, quindi, non è altro che un sistema di insegnamento attraverso il computer. Questo sistema ha lo stesso comportamento di un insegnante reale, dato che risponde in modo intelligente.
L'ITS è composto da:
- modello dello studente;
- strategie di insegnamento;
- esperienza in un determinato campo.

| Controllo di autorità | J9U (EN, HE) 987007529830805171 |